# Apocheima fusca
Apocheima fusca är en fjärilsart som beskrevs av Barend J. Lempke 1952. Apocheima fusca ingår i släktet Apocheima och familjen mätare. Inga underarter finns listade i Catalogue of Life.